# 袁克服
袁克服（1907年12月27日—1982年11月5日），原名袁克福，湖北黄安人，中国人民解放军将领、中国人民解放军开国少将。

## 生平

### 少年
1907年12月27日，袁克服生于湖北省黄安县七里坪镇袁家洼村一个雇农家庭。为了减轻父母的负担，7岁就到湾下的地主家放牛打杂。1921年、1924年相继丧父、丧母后，三兄弟成为赤贫孤儿，投靠姐夫家，当雇工维生。

### 红军生涯
1926年10月，加入农民协会和自卫队。1927年夏，袁克服参加了历时近3个月反击光山县红枪会的斗争，并取得最后的胜利。1927年11月13日，参加黄麻起义，起义失败后，跑到麻城躲避3个月。1928年春，回到家乡，在本家的一个堂哥袁克金家打短工以维持生活，积极开始筹备组织本村农会的工作。1928年秋天，村农会在袁克服等人的努力下正式成立，担任了村农会主任。1929年元旦，袁克服在共产党员江新丑、黄志刚、黄继开的介绍下，加入了中国共产主义青年团，1929年4月出任黄安县三区（即紫云区）赤卫队任小组长兼任团支部书记。1929年底，任三区区委委员、区工会青工部部长。1930年夏，任红色补充军一师二团二营任营党委书记。3个月后因病回三区区委休养，病愈后，调到黄安县少共县委工作，同时还兼任黄安县工会青工部部长。1930年12月，经黄安县委批准转为中国共产党党员，党龄从1929年1月入团的日期算起，任县委常委兼县工会党团书记、雇工部长。1931年春，黄安县武装代表会议召开，袁克服当选为黄安县军事指挥部指挥长，和副指挥长方建中一起带领近300人的地方武装，以县北打鼓岭为中心，四出打击入侵之敌，配合主力红军部队的作战。。1931年3月份调到黄安县六区（今二程镇）担任区委书记兼区游击队长。1931年6月被鄂豫皖中央分局调到新组建的红四军十三师三十七团任政委。十三师的前身为潢川县独立团与军委警卫团、光山县独立团、罗山县独立团合编的警卫师，团长一职由副师长王树声兼任。许世友在该团任营长。1931年11月17日，黄安县七里坪的河滩上中国工农红军第四方面军宣告成立，袁克服所在团编成红四方面军十二师三十四团。尔后，他带领部队参加了黄安战役、商潢战役、潢光战役。1932年1月，袁克服被选为中共鄂豫皖省委委员，2月，任鄂豫皖少共省委书记。
1932年11月，任红四方面军政治部团委书记，随红四方面军主力西征川陕。1933年2月7日，成立中共川陕省委，任首届省委书记，发动群众，领导根据地内建设。1933年10月，袁克服改任川陕省委常委、川陕省委政治保卫局局长。川陕省委书记一职由周光坦继任。1934年春，刘湘率川军对红四方面军发起六路围攻，袁克服组织省保卫局的武装联合县保卫队等地方武装镇压巴中县顶山、观光山，南江县大河口等后方地区的地主暴乱。1934年5月调任担任红江县（今通江县以西的涪阳坝一带）中心县委书记兼西路游击司令，负责指导红江县、赤江县、南江县、广元、长池县以及南郑县的游击队、工作队开展工作。1934年10月反六路围攻作战胜利后，红江中心县委和西路游击司令部撤销，调任北路游击司令部任司令员，在大巴山一带警戒汉中之敌，保障根据地后方安全，同时还代表川陕省委指挥赤北、红江两县工作。1935年4月，红四方面军发起了嘉陵江战役后不久，张国焘决定撤出川陕革命根据地，并将各地方武装集中起来编成4个独立师全部带走，袁克服被任命为红四方面军独立第一师师长、师党委书记。反对在川陕革命根据地内实行“坚壁清野”。独立第一师一路上跟在方面军的后面打掩护。1935年10月5日参加卓木碉会议，张国焘另立中央，点名要袁克服表态，袁克服回答：“我来这里的时间不长，还不了解中央的情况，再加上理论水平又不太高，还是让我想一想吧！”会后即被撤职，保卫局长曾传六为他说情，让他到担架队当担架员。1935年12月，袁克服被调到大金川省委工作队任政治指导员，指挥打了几个胜仗，1936年2月，他兼任了卓斯甲特区区委书记。1936年7月，袁克服调回大金川省委，红四方面军政治部主任周纯全要求他任方面军政治部干部队队长，将刚出医院的从排级到军级的170余名干部组成干部队带出草地。近一个月跋涉后走出草地，到达甘肃省章县。1936年9月初，被任命为章县县委书记。两个月后，将他调到红四方面军总政治部地方工作部工作，但他强烈要求进红军大学学习。1936年11月，袁克服来到了陕北保安县（今志丹县）的红军大学学习。。1937年春，袁克服被编入中国人民抗日军事政治大学第二期，并任总支委员。与此同时，红军西路军总指挥部第五局（政治保卫局）保卫科长袁立夫，福建人，西路军总部曾致电党中央准备让他经新疆赴莫斯科联络，中央没有同意；西路军失败后，总部参谋陈明义、保卫干部袁立夫任正副队长的小分队共34人护送徐向前、陈昌浩出祁连山，走至张掖南面的西洞寨时，侦察探路的康海生、赵家仕被搜山的马家军骑兵抓去，袁立夫在黑夜里失散后回了原籍，抗战爆发后于1937年返回延安，受到军法审判被处决。众多回忆文章、回忆录、史料、书籍中把福建人袁立夫错作为袁克服，并把名字写为“袁克夫”、“袁柯夫”、“袁可夫”。

### 抗日战争时期
抗日战争爆发后，袁克服任八路军129师干部队队长、率领尚未分配的抗大毕业生跟随一二九师教导团前往山西抗日前线，1937年10月到山西辽县。1938年2月被分配到129师政治部民运部任干事。半年后提升为民运部副部长，参加了神头岭、响堂铺等战斗。1939年7月，任冀南军区政治部副主任，配合政治部主任王光华进行政治整训，加强党的领导，加强政治思想工作，加强内部团结，发扬传统，克服军阀主义和游击习气，建立了干部在职学习与轮训制度，参与开辟冀南根据地，参加了凌石屯战斗和反击张荫梧、王子耀、鹿钟麟、石友三等顽敌的一系列讨顽战斗，以及平汉铁路和德石铁路破击战。1940年3月，任冀南军区第四分区代理政委兼司令员。1940年5月，接到上级通知，赴延安出席中国共产党第七次全国代表大会。1940年10月抵达延安进入八路军军政学院学习。1942年军政学院与中央党校合并，转入中央党校学习。1944年8月，任中共中央组织部行政处处长，参加中共七大。会后再入中央党校学习。

### 第二次国共内战时期
1945年10月，袁克服被任命为挺进东北的干部大队政委，奔赴东北。12月底，在海龙县任东北人民自治军第二十五旅政委。1946年2月该旅改称吉辽军区吉东分省军区警备第二旅，任旅政委兼敦化县中心县委书记。进驻敦化后，警备二旅、驻地苏军、敦化县保安司令部联合剿匪2个月扭转了形势。作为敦化中心县委书记的袁克服负责敦化地区4个县的地方工作
1947年7月，调任独立四师任副政委。1947年11月任东北民主联军六纵十八师副政委。1948年3月升任该师政委，参加辽沈战役。1948年11月，任第四野战军第43军129师政委，参加平津战役。随后，率部南下，1949年5月升任四十三军副政委。5月14日，率部从团风至田家镇段渡过长江，解放了鄂南、赣北，为第四野战军主力南下开辟了前进道路。1949年7月参加湘赣战役。1949年10月参加广东战役。1949年11月中旬参加广西追击战，进抵雷州半岛。1950年参加解放海南岛作战。

### 中华人民共和国成立后
1951年4月，袁克服任中国人民解放军总干部部抚恤保健局局长。1952年9月，抚恤保健局改称抚保部，任部长。1953年底到中南高干班学习。1955年，被授予中国人民解放军少将军衔和一级八一勋章、一级独立自由勋章、一级解放勋章。1956年底，任总后勤部营房建筑部政委。1957年6月，调任陕西省军区政委直到1979年。1978年2月，当选第五届全国政协常委。1979年，从陕西省军区第二政委的职务上退下来，任兰州军区顾问。1982年11月5日，因患肺癌医治无效于陕西省人民医院逝世。

## 家人
- 父亲袁方德（1867-1921）
- 母亲高氏（-1924）
- 姐姐袁杏英
  - 姐夫余道明
- 二弟袁克禄
- 三弟袁克寿

- 妻子何锐（1917-1972）：四川省广元县（今陕西省宁强县）人，18岁参加红军。袁克服在中央党校学习期间，与中央卫生部门诊部商店主任何锐结婚。1949年后何锐任中央军委直属疗养院副院长，1955年被授予上校军衔。
- 长子袁吉林
- 次子袁继春
- 女儿袁萍